# Freakmind
Freakmind, aussi stylisé FreakMind ou Freak Mind, est un groupe espagnol de metal alternatif, originaire de Madrid.

## Biographie
En novembre 2001, Alberto (chant) et Dani (batterie) de Only For s'associent avec l'intention de créer un groupe. En décembre 2001, le groupe signe chez Underground, où ils commencent à chercher des musiciens pour lancer un nouveau projet. Après un certain temps, ils rencontrent Javi (guitare) de Holocausto. En février 2002, après avoir envisagé plusieurs noms pour le groupe, FreakMind est choisi comme nom définitif.
Pendant la deuxième semaine de décembre 2002, ils enregistrent leur première démo aux Cube Studios à Madrid avec Luis Tárrega (Hamlet) comme producteur et Alberto Seara comme ingénieur du son. Les chansons incluses dans la démo sont Empty, Liquid Sand et Madness Threads. Au cours de l'été 2004, et après le va-et-vient de plusieurs bassistes, Iván (Síntesis) rejoint le groupe, mais décide de le quitter au cours de l'été 2006, peu avant la sortie de leur premier album. Quelques semaines plus tard, Rubén rejoint FreakMind en provenance d'Osmio.
FreakMind mise sur les studios M-20 (Madrid) et Big Simon (Stravaganzza, Coilbox, Terroristars, Skizoo, etc.) en tant que producteur pour enregistrer, mixer et masteriser leur premier album, Six Degrees of Separation, sorti en mars 2007 chez Lengua Armada. À la suite d'une évolution de leur son, Freakmind enregistre une nouvelle démo en mars 2008, A través de tus ojos composée de 4 nouvelles chansons enregistrées aux Sandman Studios avec Carlos Santos (ex-guitariste de Terroristars). La nouvelle démo est produite par Freakmind, mixée par Carlos Santos et masterisée par Peter In de Betou (Meshuggah, Coilbox, Dark Tranquillity).
Le deuxième album de Freakmind, 42 Days, sorti en octobre 2009. L'album est enregistré et mixé par Carlos Santos aux studios Sadman (Madrid), et masterisé au Finnvox (Helsinki) par Mika Jussila,.

## Style musical
Leur style musical mélange le rock alternatif et le nu metal, mais leur musique est pour l'essentiel définie comme du metal alternatif,. Cependant, le groupe madrilène reconnaît que ses chansons ne sont pas destinées à tout le monde.

## Discographie
- 2002 : Demo (démo)
- 2005 : Six Degrees of Separation (album)
- 2008 : A través de tus ojos (démo)
- 2009 : 42 días (album)